# Za tych co nie mogą
Za tych co nie mogą – czwarty singel polskiego rapera White’a 2115 z jego szóstego albumu studyjnego, zatytułowanego Rockst4r. Singel został wydany 9 sierpnia 2024.

## Geneza utworu i historia wydania
Utwór napisali i skomponowali Sebastian Czekaj, Mikołaj Vargas, Vlodymyr Dorofeiev i Miłosz Łyczak, którzy również odpowiadają za produkcję utworu. 
Singel ukazał się w formacie digital download 9 sierpnia 2024 w Polsce wydaniem własnym w dystrybucji Sony Music Entertainment Poland. Piosenka została umieszczona na szóstym albumie studyjnym White’a 2115 – Rockst4r.

## Teledysk
Do utworu powstał teledysk w reżyserii  Daryi Zahorskiej, który udostępniono w dniu premiery singla za pośrednictwem serwisu YouTube.

## Lista utworów
- Digital download[2]

1. „Za tych co nie mogą” – 3:37

## Notowania

### Pozycje na listach sprzedaży
| Kraj   | Lista (2024)             | Najwyższa pozycja |
| ------ | ------------------------ | ----------------- |
| Polska | Billboard Poland Songs   | 16                |
| Polska | OLiS – single w streamie | 12                |